# Manduca carrerasi
Manduca carrerasi är en fjärilsart som beskrevs av Eugenio Giacomelli 1911. Manduca carrerasi ingår i släktet Manduca och familjen svärmare. Inga underarter finns listade i Catalogue of Life.